# バタクの虐殺
座標: 北緯41度56分33秒 東経24度13分8秒 / 北緯41.94250度 東経24.21889度

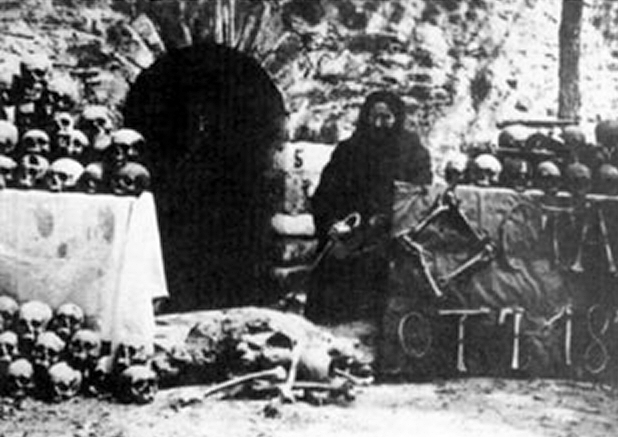
1876年のバタク虐殺犠牲者の遺骨（1927年撮影）

バタクの虐殺（バタクのぎゃくさつ、ブルガリア語:Баташко клане）は、1876年にオスマン帝国領であったブルガリアのバタクで、帝国の非正規兵バシ＝バズークによって引き起こされた虐殺事件である。その犠牲者数は情報源によって3千人ないし5千人程度とされている。

## 虐殺

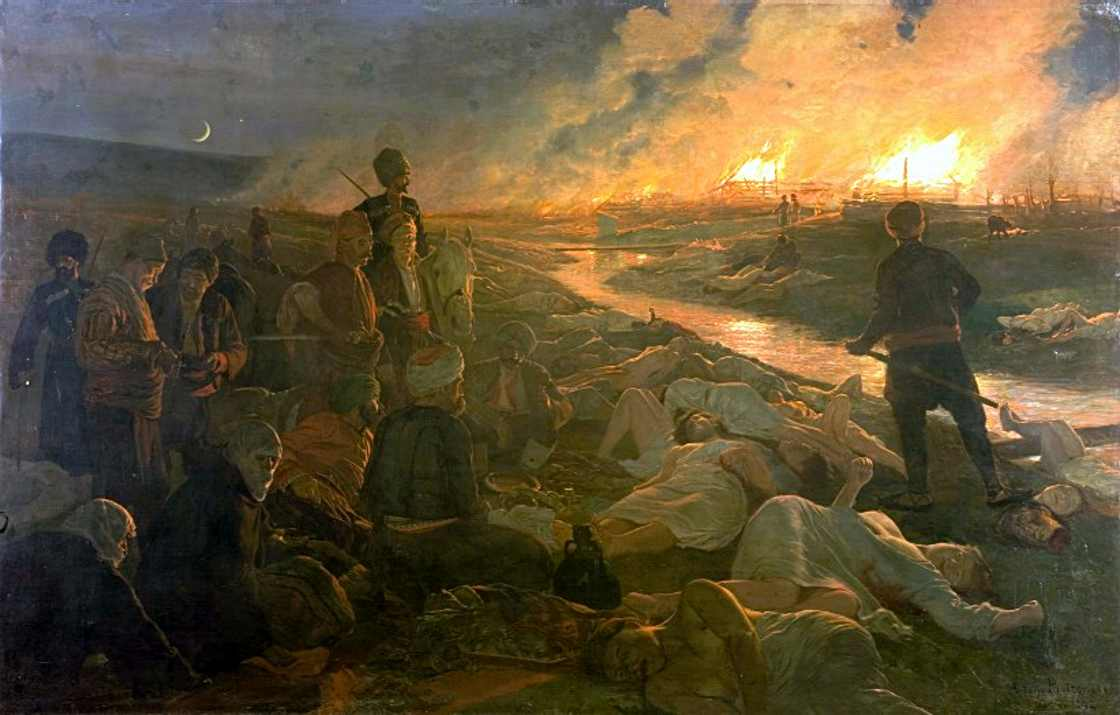
アントニ・ピオトロフスキー作「バタクの虐殺」（1889年）

1875年にボスニアで税の減免を求めて発生した反オスマン帝国の農民蜂起がブルガリアに波及すると、バタクはその中心的な役割を担った（4月蜂起）。蜂起の数週間後、町では独立が宣言された。革命委員会による町の統治は9日間におよんだ。バタクの反乱は1876年4月30日にトルコ人の当局に報告された。アフメト・アガ・バルン（Ahmet Aga Barun）に率いられ、非正規兵・バシ＝バズークを主体とする8000人のオスマン帝国の兵士が町を包囲した。最初の戦闘の後、バタクの市民はアフメト・アガとの交渉を決定した。アフメト・アガは、バタクの武装解除を条件として軍を引き上げることを約束した。反乱者たちが武器を差し出すと、バシ＝バズークは自衛の術を失ったバタクの市民を攻撃した。犠牲者の多くは斬首された。

ブリタニカ百科事典第11版によると、バタクだけで5千人が虐殺された。フィリッポポリス（プロヴディフ）地区全体での犠牲者数は1万5千人に達する。また、『デイリー・ニュース』に掲載されたユージーン・スカイラー(Eugene Schuyler)の報告によると、4月蜂起の中で、3つの地区で併せて36の村が焼き払われ、少なくとも1万5千人が殺害されたとしている。
スカイラーは自身が見たものについて、次のように述べている:

あらゆる方向に人間の骨、頭蓋骨、肋骨が、中には完全な骸骨もが、長い髪を束ねた三つ編みに飾られた娘の頭が、子供の骨が、いまだ衣服をまとったままの骸骨が転がっている。ここには家があり、その床は、灰と、生きたまま焼かれた30人の居住者の炭化した骨で白くなっている。ここでは町の名士トランダフィル（Trandafil）が矛で刺され、焼かれ、後に埋葬された。ここには不潔な穴があり、その中は腐敗した遺体で満たされている。ここには水車ダムがあり、膨張した死体で埋め尽くされている。ここには学校の校舎があり、200人の女性と子供が逃げ込んだが、生きたまま焼かれた。ここには教会と庭があり、あまたの腐りかけた死体に埋め尽くされており、囲いの中は高さ数フィートに達する山があり、腕、脚、頭が、彼らを覆い隠すために荒っぽく積まれた石の合間から姿を見せており、空気を汚している。
この訪問をきっかけとして、ムタサリフ（mutasarrif）の命令によって、遺体の腐敗を防止し、疫病を予防するために、タタール・バザルジクのカイマカム（Kaymakam）が石灰をもってバタクに入った。
虐殺を指揮したアフメト・アガは、勲章を受け、ユズ・バシ（Yuz-bashi）へと昇進した。

虐殺の形跡を見たもう一つの証言は、アメリカ合衆国のジャーナリスト、Januarius MacGahanであり、見たものについて以下のように述べている:

我々は木工品が燃えて黒こげになったまま破壊や損傷を免れている教会を見た。それは屋根の低い、背の低い建物であり、背の高い人が下に十分入れる程度の重厚で不規則なアーチによって支えられていた。我々がそこで見たものは、一目みるだけで恐ろしい光景であった。数え切れない程の、部分的に焼け焦げ、炭化し、黒くなった遺体が、低くて暗いアーチのほぼ半分を覆っているかのようであり、これによってアーチはいっそう低く、暗く見え、遺体は腐敗が進んでおり、恐ろしくて正視できない。想像を絶する恐ろしさであった。我々はみな恐れてめまいを感じ、動揺し、恐ろしい疫病の巣窟から脱出して、心底ほっとして路上へと戻った。我々はその後もたびたびこの場所を思い出し、何度も同じ光景が浮かび上がった。男性の骸骨は衣服に包まれたまま、ぶら下がった肉の腐敗が進んでいる。女性の骸骨から垂れた、ほこりにまみれた髪。子供や幼児の死体は至るところにころがっている。ここには、20人が生きたまま焼かれたという家がある。そこには大勢の娘たちが逃げ込み、その最後の1人までが、骨が確認できるまで虐殺された。全ての場所が恐怖の上に恐怖であった。 
イギリスの長官、ベアリング（Baring）はこの出来事について、「今世紀の歴史を汚した、最も憎むべき犯罪であろう」と述べた。10月には、ベアリングはオスマン帝国の犯罪に関する記録の中で、再度の報告を求められた。委員会の閉会から6週間の後、バタクの虐殺が犯罪か否かについて決定はなされなかった。

## 歴史修正主義への批判
2007年5月、ブルガリアでマルティナ・バレヴァ（Мартина Балева / Martina Baleva）とウルフ・ブルンバウアー（Ulf Brunnbauer）によって、バタクの虐殺事件に関する公式報告をまとめるための調査に向けた会合が予定された。ブルガリアのメディアは、報告の著者が虐殺を否定していると報じ、メディア上で非難が高まった。